# Krępieniowce
Krępieniowce (Lardizabales) – rząd roślin wyróżniany w niektórych systemach klasyfikacyjnych roślin okrytonasiennych (np. w systemie Reveala z lat 1993–1999).

## Systematyka
System APG III (2009)
Podobnie jak we wcześniejszych systemach APG (APG I i APG II) rząd ten nie jest wyróżniany, a rośliny tu klasyfikowane w innych systemach, włącza się w randze rodziny krępieniowatych (Lardizabalaceae) do rzędu jaskrowców (Ranunculales).
Pozycja i podział według systemu Reveala (1993–1999)
Gromada okrytonasienne Cronquist, podgromada Magnoliophytina Frohne & U. Jensen ex Reveal, klasa Ranunculopsida Batsch, podklasa Ranunculidae Takht. ex Reveal, nadrząd Ranunculanae Takht. ex Reveal , rząd Lardizabales.
- rodzina Decaisneaceae (Takht. ex Quin) Loconte in Loconte
- rodzina Lardizabalaceae Decne. – krępieniowate
- rodzina Sargentodoxaceae Stapf ex Hutch.